# Bazoches-sur-Guyonne
 Bazoches-sur-Guyonne  es una población y comuna francesa, en la región de Isla de Francia, departamento de Yvelines, en el distrito de Rambouillet y cantón de Montfort-l'Amaury.

## Demografía
| 230 | 256 | 286 | 308 | 423 | 477 |
| Para los censos de 1962 a 1999 la población legal corresponde a la población sin duplicidades (Fuente: INSEE [Consultar]) |     |     |     |     |     |